# Varga Miklós (politikus)
dr. Varga Miklós (Székesfehérvár, 1944. március 1. –) Vásárhelyi Pál-díjas építőmérnök, vízügyi szakpolitikus, államtitkár.

## Élete
Felsőfokú tanulmányait a Budapesti Műszaki Egyetem Építőmérnöki Karán folytatta, ahol 1967-ben diplomázott. Négy évvel később ugyanott 1971-ben vízellátás-csatornázás egészségügyi szakmérnöki oklevelet is átvehetett, 1985-ben megszerezte a műszaki doktori fokozatot.
1967 és 1979 között a Közép-dunántúli Vízügyi Igazgatóságnál dolgozott különböző beosztásokban, ahol öt évig volt igazgatóhelyettes főmérnök.
1979 és 1982 között a győri vízügyi igazgatóságot vezette. 1982-től a Környezetvédelmi és Vízügyi Minisztérium megalakulásáig az Országos Vízügyi Hivatal elnökhelyettese.
1988-ban minisztériumi állományba került át: a Környezetvédelmi és Vízgazdálkodási Minisztérium államtitkára lett. Ebben az időszakban egy ideig tagja volt a Magyar Labdarúgó-szövetség (MLSZ) elnökségének.
Az 1990-es kormányváltást követő öt esztendőben az Árvízvédelmi és Belvízvédelmi Központi Szervezet élén dolgozott igazgatóként. 1995-ben visszakerült az Országos Vízügyi Hivatalba, melynek közel egy évtizeden át a főigazgatója lett.
2004-ben egy időre ismét kormányzati szerepkörbe került: a Környezetvédelmi és Vízügyi Minisztérium vízügyi helyettes államtitkárává nevezték ki.
Irányításával valósult meg a dunántúli karsztvíz bányászat utáni rehabilitációja, a Balaton vízminőség javító programja, az ország vízellátásának, csatornázásának, szennyvíz tisztításának fejlesztése. 

## Elismerései
- Vásárhelyi Pál-díj (2008) – „a vízügy     szolgálatában eltöltött 40 évért, a vízügyi ágazat érdekében kifejtett     fáradhatatlan, lelkiismeretes munkája, kiemelkedő irányítói, vezetői     tevékenysége elismeréseként” [1]
- Magyar Köztársaság Érdemrend Tiszti keresztje
- Magyar Érdemrend Középkeresztje a csillaggal (polgári tagozat)